# ImgBurn
ImgBurn是一款免费软件，用来将多种类型的CD/DVD映像刻录至可写介质。（.cue文件在2.4.0.0版后被支持）从2.0.0.0版开始，ImgBurn也可以直接将文件和数据刻录至CD/DVD。

## 历史
ImgBurn是一个光盘制作软件，由DVD Decrypter的作者Lightning UK!制作。DVD Decrypter由于Macrovision的停止中止令而被强制停止开发。
ImgBurn使用基于DVD Decrypter的光盘刻录引擎，但是它不能绕过被加密DVD的复制保护。到了2.3.0.0版，ImgBurn可以从未加密的CD/DVD创建映像文件，但仍不能移除CSS加密或其他任何复制保护。不过为达此目的，可以使用第三方软件，如DVD43。

## 特性
- 支持格式：BIN，CUE，DI，DVD，GI，IMG，ISO，MDS，NRG，PDI等。
- 能够创建DVD视频光盘（来自VIDEO_TS目录），HD DVD视频光盘（来自HVDVD_TS目录）以及Blu-ray视频光盘（来自BDAV/BDMV目录）。
- 完整支持Unicode文件夹名/文件名。
- 支持环境：Windows 95，98，Me，NT4，2000，XP，2003，Vista和2008（包括所有64位版本）。Wine也被官方支持。
- Image queue为最简化刻录多个映像提供支持。
- ImgBurn与其他类似软件相比相当小巧，完全安装仅需3.8MB。

## 限制
- 不支持RAW盘的抓取或刻录
- 不能读写CD子通道数据

## 硬件接口支持
ImgBurn支持许多低级驱动器访问接口，因此可以运行在几乎所有的Windows平台上。ImgBurn可以使用以下的接口：
- ASPI - WNASPI32.DLL (Adaptec)
- ASAPI - ASAPI.DLL (VOB Computersysteme/Pinnacle Systems)
- SCSI Pass Through Interface - Microsoft
- ElbyCDIO - Elaborate Bytes
- Patin-Couffin - VSO Software